# クワオアーの環

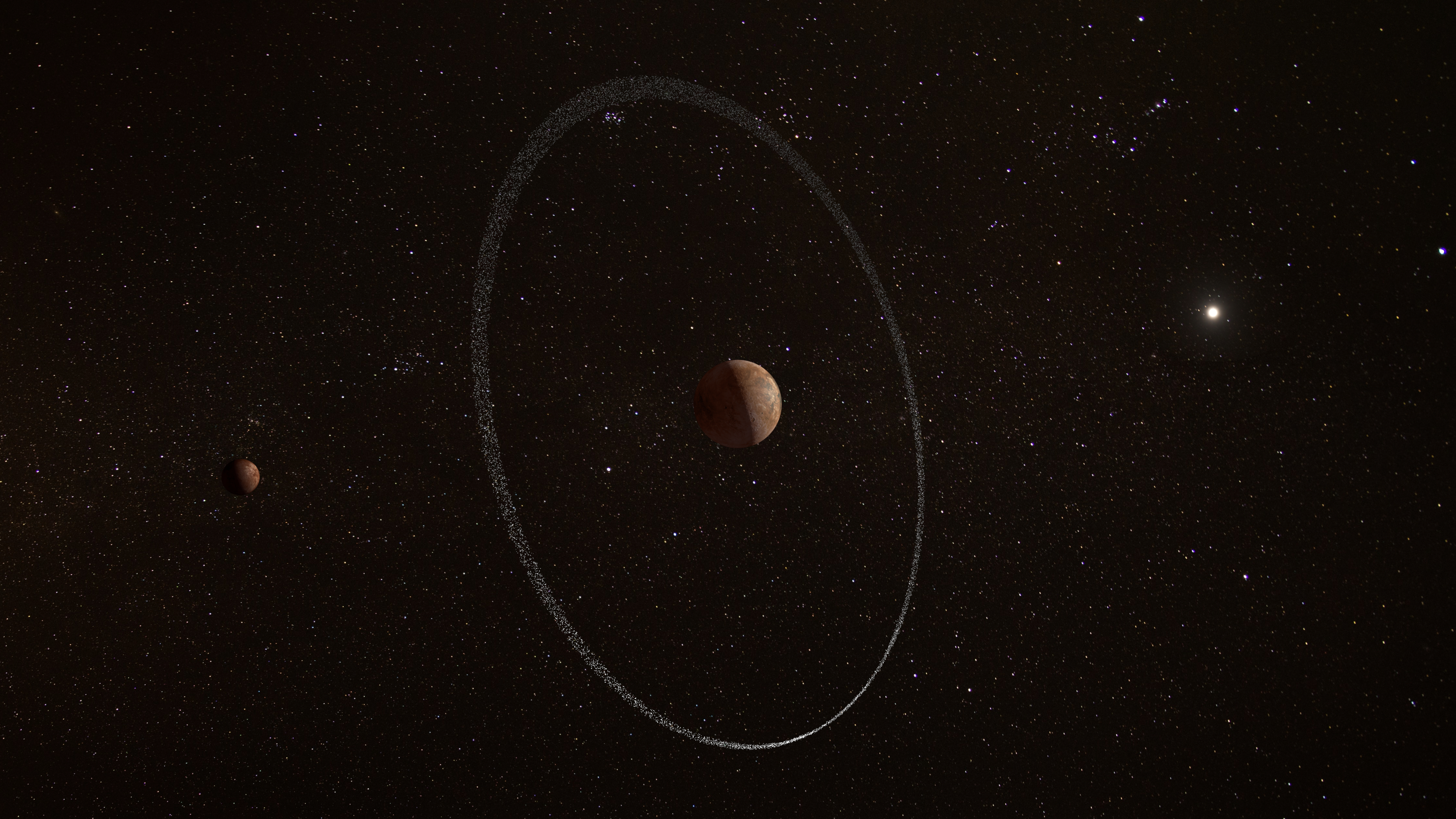
クワオアー、周囲の環、衛星ウェイウォットの想像図

クワオアーの環（クワオアーのわ）では、準惑星候補である小惑星クワオアーの周囲に存在する環について述べる。クワオアーの環は2023年に発見され、小惑星の中ではカリクロー、キロン、ハウメアに次いで4番目に環が存在することが判明した天体となった。なお、環の存在が確定していないキロンを除けば3番目となる。クワオアーは、発見順に「Q1R」「Q2R」と暫定的に命名された幅が小さい2つの環を持っている。これらの環の公転周期とクワオアーの自転周期は整数比となっており、自転軌道共鳴の状態にある 。

## 発見

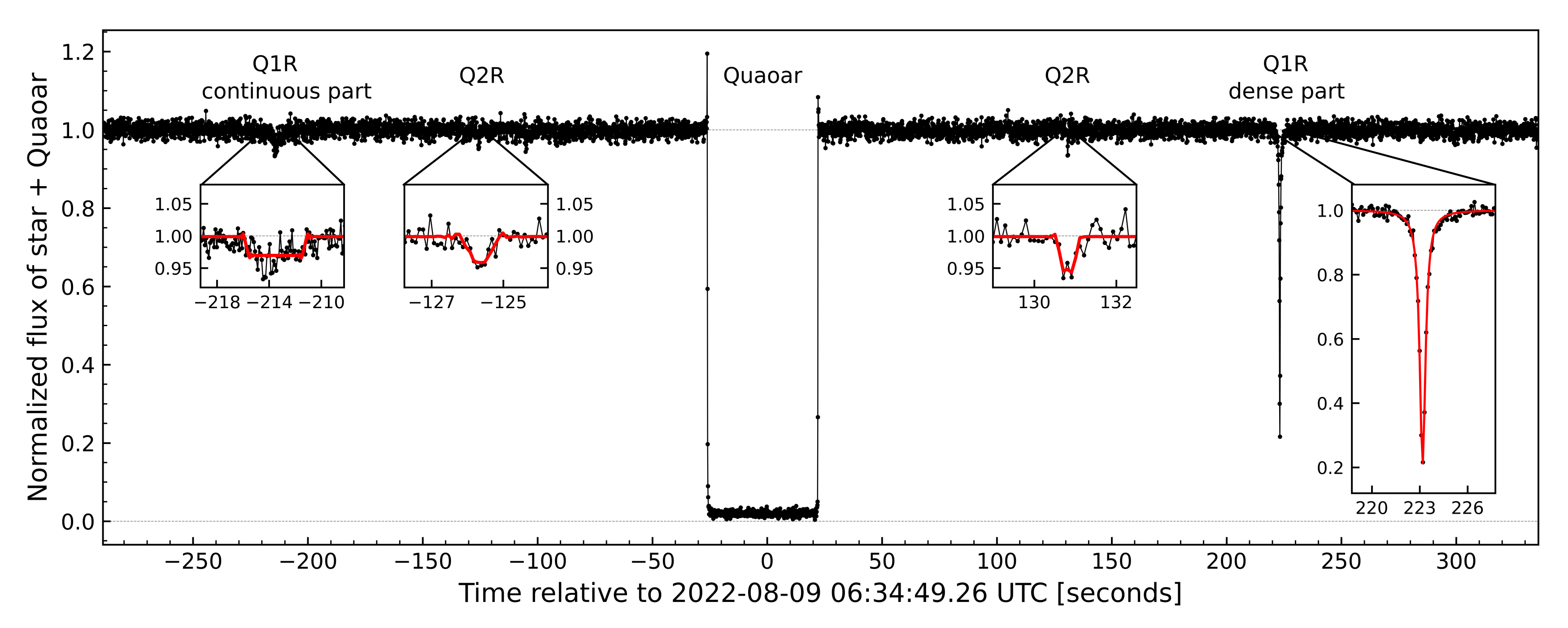
2022年8月9日のクワオアーとその2つの環による掩蔽中にジェミニ北望遠鏡で観測された恒星の光度曲線グラフ。外側のQ1Rの密度の違いは、中央のクワオアーによる掩蔽の前後で異なる明るさの低下から明らかになった。

クワオアーのサイズと形状を正確に測定することに加え、太陽系外縁天体の周囲に存在する環や大気を探すための恒星掩蔽キャンペーンが長期的に計画された。このキャンペーンは、フランス、スペイン、ブラジルのさまざまなチームの取り組みを集約し、欧州研究会議（ERC）のラッキー・スタープロジェクトの傘下で実施された。最初に知られたクワオアーの環であるQ1Rの発見には、2018年から2021年の間に観測された恒星掩蔽中に使用されたさまざまな機器が関与している。それには、ナミビアのヘス望遠鏡（HESS）のロボット型ATOM望遠鏡、スペインのラ・パルマ島に存在する10.4mカナリア大望遠鏡（GTC）、欧州宇宙機関（ESA）のCHEOPS、及びQ1Rの密度の高い部分が最初に観測されたオーストラリアの市民天文学者によって運営されているいくつかの観測所が含まれる。これらの観測がまとめられた結果、クワオアーの周囲にほとんどが希薄であるが部分的に密度が高い、クワオアーから離れた部分に存在する環の存在が明らかになった。これは2023年2月に発表された。
2023年4月、ラッキー・スタープロジェクトの天文学者は、クワオアーの周囲に存在する別の環であるQ2Rの発見を公表した。Q2Rは、2022年8月9日に恒星掩蔽によりQ1Rを確認するための観測キャンペーン中に、ハワイのマウナ・ケアに位置している8.2mジェミニ北望遠鏡と4.0mカナダ・フランス・ハワイ望遠鏡によって検出された。

## 特性
| 名称 | 半径 （km） | 幅 （km） | 光学的深さ （τ） |
| ---- | ----------- | --------- | ---------------- |
| Q2R  | 2520±20     | 10        | ≈0.004           |
| Q1R  | 4057±6      | 5–300     | 0.004–0.7        |

外側の環であるQ1Rはクワオアーから4,057 ± 6 km (2,521 ± 4 mi) 離れた距離でクワオアーの周囲を公転しており、これはクワオアーの半径の7倍、ロッシュ限界の理論上の最大距離の2倍以上である。Q1Rの幅は均一ではなく非常に不規則で、幅が狭い部分は密度が高く、広い部分は密度が低くなっている。Q1Rの幅は5 - 300 km (3 - 200 mi) の範囲である。その光学的深さは0.004から0.7の範囲である。不規則な幅を持つQ1Rは、土星のF環または海王星の環に似ている。これは、Q1R内に埋め込まれ、環の物質を重力で摂動するキロメートルサイズの小さい羊飼い衛星が存在していることを示唆している。Q1Rは、より大きな塊に降着することがなく互いに弾性衝突する氷の粒子で構成されている可能性がある。
Q1Rは、クワオアーから4,021 ± 57 km (2,499 ± 35 mi) 離れた距離に存在する衛星ウェイウォットとの6:1の平均運動軌道共鳴と、4,197 ± 58 km (2,608 ± 36 mi) 離れた距離に存在するクワオアーとの1:3の自転軌道共鳴の間に位置している。これらの共鳴におけるQ1Rの位置は、環が1つの衛星に降着することなく環を維持するうえで重要な役割を果たしていることを意味する。特に、環が1:3の自転軌道共鳴の関係になることは、カリクローやハウメアで以前に見られたように、環を持つ小さな太陽系天体では一般的である可能性がある。
内側の環であるQ2Rはクワオアーの半径の約4.5倍である2,520 ± 20 km (1,566 ± 12 mi) 離れた距離でクワオアーの周囲を公転しており、クワオアーのロッシュ限界の外側でもある。Q2Rの位置は、2,525 ± 58 km (1,569 ± 36 mi) 離れた位置にあるクワオアーとの5:7の自転軌道共鳴と一致する。Q1Rと比較すると、Q2Rは幅が10 km (6.2 mi) で比較的均一に見える。0.004の光学的深さで、Q2Rは非常に薄く、その密度はQ1Rの最も密度が低い部分に匹敵する。